# Pseudagrion assegaii
Pseudagrion assegaii – gatunek ważki z podrzędu równoskrzydłych i rodziny łątkowatych (Coenagrionidae). Zamieszkuje środkową i południową część krainy etiopskiej.

## Taksonomia
Gatunek ten opisany został po raz pierwszy w 1950 roku przez Elliota Charlesa Gordona Pinheya. Opisu dokonano na podstawie trzech okazów samców i dwóch okazów samic. Jako miejsce typowe wskazano Moorddrift na terenie ówczesnej prowincji Transwal. Materiał typowy zdeponowano w ówczesnym Transvaal Museum, a obecnym Ditsong National Museum of Natural History w Pretorii.
Gatunek ten klasyfikowany jest w sekcji B rodzaju Pseudagrion.

## Morfologia
Ważka ta osiąga 30–31 mm długości ciała i 16,5–17 mm długości tylnego skrzydła.
Samiec ma głowę o czole zielonkawoniebieskim z czarnymi znakami, ciemieniu i większą częścią zaustka czarnych, policzkach i wardze górnej błękitnych, plamce pozaocznej niebieskozielonej i gruszkowatej w kształcie, a potylicy białawozielonej z wąską jasnozieloną linią wzdłuż jej tylnej krawędzi. Oczy złożone są jasnoniebieskie z różowymi częściami dolnymi. Przedtułów jest czarny z dużą, jasnoniebieskozieloną plamą grzbietowo-boczną oraz z jasnoniebieskozielonymi: bokami, szerokim obrzeżeniem z przodu i wąskim obrzeżeniem z tyłu. Grzbietowa strona skrzydłotułowia do linii barkowej jest czarna z szerokimi, niebieskozielonymi przepaskami antehumeralnymi. Boki skrzydłotułowia są jasnoniebieskozielone do błękitnych, czarno nakrapiane. Skrzydła mają ochrowe pterostigmy. Odnóża są ochrowe z czarnymi liniami po zewnętrznych stronach ud i goleni. Odwłok ma pierwszy segment jasnobłękitny z szeroką czarną plamką u podstawy. Segment drugi jest jasnobłękitny z zielonoczarną przepaską środkową ku przodowi oraz ku tyłowi zwężoną, z tyłu zakończoną na czarnej obrączce. Segmenty od trzeciego do szóstego są jasnozielonkawoniebieskie z szerokimi przepaskami środkowymi barwy czarnej z zielonym lub spiżowym połyskiem metalicznym, przewężonymi przed szczytami. Siódmy segment jest jasnozielonkawoniebieski z niemal jednostajnie szeroką pośrodkową przepaską czarno-zieloną i poprzeczną przepaską niebieską. Segmenty ósmy i dziewiąty są jednolicie jasnobłękitne, dziesiąty zaś jasnobłękitny z czarnym trójkątem u nasady lub czarną przepaską.
Samica ma jasnoochrową głowę z czarnymi znakami, białawoochrowymi wargą górną i potylicą, pomarańczowoochrowym tyłem oraz oliwkowymi plamkami pozaocznymi. Przedtułów jest ochrowy z krótką czarną beleczką poprzeczną i małą czarną kropką w obniżeniu między płatami boczno-środkowymi oraz parą czarnych znaków, czasem niemal połączonych. Skrzydłotułów jest jasnopomarańczowy do ochrowobrązowego, po bokach z zielonkawym odcieniem, a na spodzie bardziej żółtawy; występują na nim zredukowane czarne znaczenia z zielonym połyskiem. Skrzydła mają białawoochrowe pterostigmy. Odnóża są jasnoochrowe z czarnymi liniami po zewnętrznych stronach ud i goleni. Odwłok jest pomarańczowoochrowy lub jasnoochrowobrązowy, na końcu każdego segmentu znajduje się czarna obrączka, a na wierzchu czarny znak środkowy z zielonym połyskiem.

## Występowanie i ekologia
Gatunek afrotropikalny, znany z Ugandy, Kenii, Tanzanii, Burundi, Malawi, Zambii, Namibii, Botswany, Zimbabwe i Południowej Afryki. Możliwe, ale wymagające potwierdzenia jest jego występowanie w południowej części DR Konga.
Owad ten zasiedla mokradła i częściowo zacienione sadzawki z brzegami porośniętymi roślinnością trawiastą. Współwystępuje z podobnie ubarwioną Pseudagrion nubicum. W Południowej Afryce postacie dorosłe latają od grudnia do końca kwietnia.

## Status zagrożenia
Międzynarodowa Unia Ochrony Przyrody umieściła tę ważkę na „Czerwonej liście gatunków zagrożonych” ze statusem najmniejszej troski (LC). Zagraża jej utrata siedlisk wskutek czerpania wód gruntowych, rozwoju rolnictwa oraz budowy tam.